# Pepsin-A
Pepsin-A (EC 3.4.23.1, pepsin, laktatedni pepsin, pepsinski fortior, fundus-pepsin, eliksir laktatnog pepsina, P I, laktatedno pepsinski eliksir, P II, pepsin R, pepsin D) je enzim. Ovaj enzim katalizuje sledeću hemijsku reakciju
Preferentno razlaganje: hidrofobnih, preferentno aromatičnih, ostataka u P1 i P1' pozicijama. Razlaganje  i  veza u B lancima insulina
Ovaj enzim je predominantna endopeptidaza u gastričnom soku kičmenjaka.

## Spoljašnje veze
- Pepsin+A на 